# Interval intergenèsic
Pròpiament l'interval intergenèsic  es defineix com l'interval de temps transcorregut entre dos naixements consecutius.
Per estudiar l'espaiament dels naixements, o esglaonament dels naixements, dins del matrimoni o unió es calculen els intervals que transcorren, d'una banda, entre el primer naixement i la data del matrimoni, o d'inici de la unió, i de l'altra, entre cada naixement i el que el precedeix. Tots aquests intervals reben el nom genèric d'intervals intergenèsics:
A l'interval entre naixements, com ja hem indicat, s'anomena interval intergenèsic; així com l'interval entre el matrimoni, o inici de la unió, i el primer naixement s'anomena interval protogenèsic. L'interval entre un naixement i una data determinada, com la d'un cens o enquesta en particular, rep el nom d'interval intergenèsic obert. Quan el començament i el final d'un interval es troben a banda i banda d'aquesta data es parla d'interval superposat. S'usa també la durada del matrimoni fins a l'enèsim naixement per estudiar la distribució dels naixements en el temps.
Les anàlisis dels intervals intergenèsics han guanyat importància com a forma d'estudi de la fecunditat.